# Kurt von Tippelskirch
Kurt Oskar Heinrich Ludwig Wilhelm von Tippelskirch (ur. 9 października 1891 w Charlottenburgu, zm. 10 maja 1957 w Lüneburgu) – niemiecki wojskowy, generał piechoty Wehrmachtu, historyk wojskowy.

## Życiorys
Był synem pruskiego generała. Ukończył pruską wyższą szkołę kadetów w Gross-Lichterfeld, a następnie szkołę wojskową w Danzigu w stopniu sierżanta podchorążego armii pruskiej.
3 marca 1910 roku wstąpił do 3 gwardyjskiego pułku grenadierów Królowej Elżbiety, jako kandydat na oficera. W tym też pułku otrzymał stopień oficerski.
Wraz z tym pułkiem po wybuchu I wojny światowej wyruszył na front, ale już we wrześniu 1914 roku został ranny i dostał się do niewoli francuskiej, gdzie przebywał do 1919 roku.
Po opuszczeniu obozu jenieckiego powrócił do Niemiec i wstąpił do Reichswehry, gdzie pobyt w niewoli potraktowano jako służbę czynną i awansowano go o dwa stopnie wojskowe. Na początku został dowódcą kompanii w 29 pułku piechoty. Po zmniejszeniu w 1920 roku liczebności Reichswehry został dowódcą 4 kompanii w 9 pułku piechoty. 1 kwietnia 1924 roku został oddelegowany do Ministerstwa Obrony Republiki Weimarskiej, gdzie pracował w Departamencie Statystyku Urzędu Wojska. W dniu 1 października 1926 roku wrócił do służby liniowej do 14 pułku kawalerii, gdzie służył do 1 kwietnia 1927, gdy został przeniesiony do sztabu 3 Dywizji Reichswehry w Berlinie. 1 lutego 1933 roku ponownie został oddelegowany do Ministerstwa Obrony do Departamentu Statystyki, jednak już 1 października 1933 roku powrócił do służby liniowej i został dowódcą III batalionu 5 pułku piechoty, funkcję tę pełnił do czasu przekształcenia Reichswehry w Wehrmacht.
W Wehrmachcie w dniu 1 października 1934 roku został dowódcą pułku piechoty Rostock i funkcję tę pełnił do 6 października 1936 roku, w tym czasie pułk został przemianowany na 27 pułk piechoty. Ponownie wtedy został oddelegowany do Ministerstwa Obrony III Rzeszy, gdzie został szefem oddziału „Fremde Heere” (pol. Armie Zagraniczne). W 1938 roku został przeniesiony na szefa takiego samego oddziału w dowództwie sił lądowych. 10 listopada 1938 roku został mianowany IV kwatermistrzem w OKW, gdzie podlegały mu wszystkie oddziały zajmujące się wywiadem wojskowym.
W chwili wybuchu II wojny światowej pełnił nadal funkcję IV kwatermistrza w dowództwie Wehrmachtu. W dniu 1 stycznia 1941 roku powrócił do służby liniowej i został mianowany dowódcą 30 Dywizji Piechoty walczącej na froncie wschodnim, a stanowisko to objął 5 stycznia 1941 roku. Dywizją tą dowodził do sierpnia 1942 roku, gdy został przedstawicielem Wehrmachtu przy włoskiej 8 Armii walczącej na froncie wschodnim i funkcję tę pełnił w czasie bitwy stalingradzkiej, w której uczestniczyła włoska 8 Armia.
Po zakończeniu bitwy stalingradzkiej w dniu 18 lutego 1943 roku został dowódcą XII Korpusu Armijnego, który walczył na froncie wschodnim i korpusem tym dowodził do 4 czerwca 1944 roku. Został wtedy dowódcą 4 Armii, lecz w dniu 18 lipca 1944 roku uczestniczył on w katastrofie lotniczej, w której został ranny i odwołany ze stanowiska dowódcy. Od tego momentu pozostawał w dyspozycji OKH, a w dniu 31 października 1944 został dowódcą walczącej na froncie zachodnim 1 Armii. 12 grudnia 1944 roku został dowódcą 14 Armii, która walczyła w tym czasie na froncie włoskim i dowodził tą armią do 22 lutego 1945 roku, po czym przeszedł do rezerwy OKH. W dniach 27–28 kwietnia 1945 roku pełnił obowiązki dowódcy Grupy Armii Weichsel, a potem został dowódcą 21 Armii, która powstała z resztek sztabu 4 Armii oraz oddziałów tej armii ewakuowanych z Prus Wschodnich. Funkcję tę sprawował do 2 maja 1945 roku, gdy armia skapitulowała przed wojskami angielskimi w Meklemburgii.
Dostał się wtedy do niewoli angielskiej, początkowo przebywał w obozie jenieckim nr 11 w Bridgend, a potem w obozie w Stadtallendorf/Neustadt. W czasie pobytu w obozie podjął współpracę z amerykańskim biurem historii wojen armii amerykańskiej uczestnicząc w pracach nad historią ataku na Polskę we wrześniu 1939 roku. Zwolniony został z obozu jenieckiego w 1947 roku.
Po zwolnieniu z obozu jenieckiego zamieszkał w Lüneburgu. Zajął się wtedy pisaniem historii II wojny światowej w Europie, którą wydał pod tytułem Geschichte des zweiten Weltkriegs (pol. Historia drugiej wojny światowej) w 1951 roku; było to pierwsze takie niemieckie opracowanie historyczne. W 1956 roku wydano II edycję tej książki, wydanie uzupełnione i poprawione. W tym też roku został on przewodniczącym Verband deutscher Soldaten (pol. Związku Niemieckich Żołnierzy) i Arbeitskreis für Wehrforschung (pol. Grupa robocza ds. badań nad obronnością). Zmarł nagle w 1957 roku na atak serca.

## Awanse

### Armia Cesarstwa Niemieckiego
- sierżant podchorąży (Fähnrich) (03.03.1910)
- podporucznik (Leutnant) (23.03.1911)

### Reichswehra
- porucznik (Oberleutnant) (03.08.1919, ze starszeństwem od 18.06.1915))
- kapitan (Hauptmann) (03.08.1919, ze starszeństwem od 20.06.1919)
- major (Major) (01.02.1930, ze starszeństwem od 01.04.1928)
- podpułkownik (Oberstleutnant) (01.02.1933)

### Wehrmacht
- pułkownik (Oberst) (01.03.1935)
- generał major (Generalmajor) (01.04.1938)
- generał porucznik (Generalleutnant) (01.06.1940)
- generał piechoty (General der Infanterie) (27.08.1942)

## Odznaczenia
- Krzyż Rycerski Krzyża Żelaznego z Liśćmi Dębu (30.07.1944)
- Krzyż Rycerski Krzyża Żelaznego (23.11.1941)
- Krzyż Żelazny kl. I (20.12.1919)
- Okucia do Krzyża Żelaznego kl. I (31.05.1940)
- Krzyż Żelazny kl. II (18.11.1914)
- Okucia do Krzyża Żelaznego kl. II (30.09.1939)
- Medal za Kampanię Zimową na Wschodzie 1941/1942
- Medal Pamiątkowy 13 marca 1938
- Medal Pamiątkowy 1 października 1938
- Okucie Zamek Praga do Medalu Pamiątkowego 1 października 1938